# Lijst van oorlogsmonumenten in Coevorden
De Nederlandse gemeente Coevorden heeft 30 oorlogsmonumenten. Hieronder een overzicht.
| Nr.  | Object                                      | Herdachte groep                                                          | Ontwerper            | Onthulling        | Type            | Locatie                                    | Plaats                   | Coördinaten                   | Foto                                    |
| ---- | ------------------------------------------- | ------------------------------------------------------------------------ | -------------------- | ----------------- | --------------- | ------------------------------------------ | ------------------------ | ----------------------------- | --------------------------------------- |
| 480  | Indië-monument                              | militairen in dienst van het Ned. Kon. na 1945                           |                      | 2 juli 1994       | beeld/sculptuur | Binnenweg, 7751 GG                         | Dalen                    | 52° 41' 56" NB, 6° 45' 25" OL | Meer afbeeldingen                       |
| 579  | Dankmonument voor T.E. White, Noord Sleen   | geallieerde militairen                                                   |                      | 1990              | gedenksteen     | Middelesweg                                | Noord-Sleen              | 52° 48' 12" NB, 6° 47' 13" OL | Meer afbeeldingen                       |
| 584  | Oorlogsmonument                             | burgerslachtoffers                                                       | Pieter Starreveld    | 1945              | gedenksteen     | Marktstraat, 7851 AB                       | Zweeloo                  | 52° 47' 42" NB, 6° 43' 45" OL | Meer afbeeldingen                       |
| 586  | Joods monument                              | vervolgden Nederland                                                     | I. Manschkow         |                   | gedenksteen     | Drift, 7751                                | Dalen                    | 52° 41' 13" NB, 6° 46' 18" OL | Meer afbeeldingen                       |
| 1148 | Verzetsmonument                             | verzet Nederland                                                         | Bas Galis            |                   | reliëf          | Van Heutszpark, 7741 CV                    | Coevorden (stad)         | 52° 39' 52" NB, 6° 44' 36" OL | Verzetsmonument                         |
| 1150 | Monument aan de Robertweg                   | burgerslachtoffers                                                       |                      | 21 februari 1994  | plaquette       | Robertweg, 7741 KX                         | Coevorden                | 52° 39' 21" NB, 6° 44' 15" OL | Monument aan de Robertweg               |
| 1151 | Monument op de Bentheimerbrug               | geallieerde militairen, militairen in dienst van het Ned. Kon. 1940-1945 |                      | 10 mei 1990       | plaquette       | Eendrachtstraat 2, 7741 JL                 | Coevorden                | 52° 39' 31" NB, 6° 44' 31" OL | Meer afbeeldingen                       |
| 1152 | Monument bij de N.H. kerk                   | burgerslachtoffers, militairen in dienst van het Ned. Kon. 1940-1945     |                      |                   | gedenksteen     | Geserweg 2, 7861 BL                        | Oosterhesselen           | 52° 45' 29" NB, 6° 42' 56" OL | Meer afbeeldingen                       |
| 1153 | Monument voor Carel Otterman                | verzet Nederland                                                         |                      |                   | zuil            | De Oldehoek 11, 7754 ME                    | Wachtum                  | 52° 43' 28" NB, 6° 44' 46" OL | Monument voor Carel Otterman            |
| 1154 | Oorlogsmonument                             | burgerslachtoffers                                                       |                      |                   | gedenksteen     | Hoofdstraat, 7751 GA                       | Dalen                    | 52° 41' 50" NB, 6° 45' 10" OL | Oorlogsmonument                         |
| 1155 | Steenwijksmoer, monument voor J.G. Beerling |                                                                          |                      |                   | gedenksteen     | null                                       | Steenwijksmoer           | 52° 40' 12" NB, 6° 41' 55" OL |                                         |
| 1156 | Monument aan de Gramsbergerstraat           | burgerslachtoffers                                                       |                      |                   | plaquette       | Gramsbergerstraat, 7742 VE                 | Coevorden                | 52° 39' 23" NB, 6° 44' 27" OL | Monument aan de Gramsbergerstraat       |
| 1157 | Joods monument                              | vervolgden Nederland                                                     | Wouter van Rossem    | 5 april 1985      | beeld/sculptuur | Kerkstraat, 7741 JC                        | Coevorden                | 52° 39' 36" NB, 6° 44' 22" OL | Meer afbeeldingen                       |
| 1158 | Monument in het voormalige gemeentehuis     | burgerslachtoffers                                                       |                      |                   | gedenksteen     | Edveensweg 13, 7861AM                      | Oosterhesselen           | 52° 45' 29" NB, 6° 43' 13" OL | Monument in het voormalige gemeentehuis |
| 1159 | Monument voor Rozetta en Meijer Kats        | vervolgden Nederland                                                     |                      | 1998              | overig          | Katspad, 7855 PB                           | Meppen                   | 52° 46' 57" NB, 6° 41' 52" OL | Monument voor Rozetta en Meijer Kats    |
| 1160 | Monument bij de Oosterhesselerbrug          | geallieerde militairen, militairen in dienst van het Ned. Kon. 1940-1945 |                      |                   | plaquette       | Oosterhesselerbrug                         | Oosterhesselen           | 52° 44' 7" NB, 6° 43' 13" OL  | Meer afbeeldingen                       |
| 1162 | Monument op de Algemene begraafplaats       | allen, burgerslachtoffers                                                |                      |                   | Kruis           | Brugstraat, 7848 BE                        | Schoonoord               | 52° 50' 39" NB, 6° 45' 7" OL  | Meer afbeeldingen                       |
| 1163 | Monument op de Algemene begraafplaats       | allen, burgerslachtoffers                                                |                      |                   | Kruis           | Boterakkersweg, 7841 CD                    | Sleen                    | 52° 46' 42" NB, 6° 48' 34" OL | Meer afbeeldingen                       |
| 1164 | Monument in de boswachterij Het Sleenerzand | geallieerde militairen                                                   | Ir. H. van der Velde |                   | overig          |                                            | Sleen                    | 52° 48' 14" NB, 6° 46' 30" OL | Meer afbeeldingen                       |
| 3265 | Monument voor Albert Sanders                | militairen in dienst van het Ned. Kon. na 1945                           |                      |                   | gedenksteen     |                                            | Aalden                   | 52° 47' 27" NB, 6° 43' 9" OL  | Meer afbeeldingen                       |
| 3383 | Joods monument                              | vervolgden Nederland                                                     |                      | 2 oktober 2008    | gedenksteen     | Verlengde Hoogeveensevaart 130, 7917 TG    | Geesbrug                 | 52° 43' 45" NB, 6° 37' 32" OL | Meer afbeeldingen                       |
| 3475 | Heckscher-monument                          |                                                                          | Reclame Assen        | 27 januari 2010   | plaquette       | Brink 7, 7841 CE                           | Sleen                    | 52° 46' 35" NB, 6° 48' 11" OL | Meer afbeeldingen                       |
| 3673 | Monument voor Cornelis de Kock              | burgerslachtoffers, vervolgden Nederland                                 |                      | 16 september 2011 | gedenksteen     | Aelderstraat, 7855                         | Meppen                   | 52° 47' 4" NB, 6° 42' 23" OL  | Monument voor Cornelis de Kock          |
| 4229 | Monument voor Jans Zwinderman               | verzet Nederland                                                         |                      | 1 januari 2020    | gedenksteen     | Brink 7                                    | Sleen                    |                               |                                         |
|      | Erehof Sleen                                | geallieerde militairen                                                   |                      |                   | grafmonument    | Algemene Begraafplaats Sleen, 7841 CD      | Sleen                    | 52° 46' 38" NB, 6° 48' 14" OL | Meer afbeeldingen                       |
|      | Erehof Dalen                                | geallieerde militairen                                                   |                      |                   | grafmonument    | Hoofdstraat                                | Dalen                    | 52° 41' 48" NB, 6° 45' 16" OL | Meer afbeeldingen                       |
|      | Erehof Oosterhesselen (Geesbrug)            | geallieerde militairen                                                   |                      |                   | grafmonument    | Algemene begraafplaats, Coevorderstraatweg | Oosterhesselen           | 52° 43' 38" NB, 6° 37' 46" OL | Meer afbeeldingen                       |
|      | Graf Hilbert Loomulder                      | militairen in dienst van het Ned. Kon. 1940-1945                         |                      |                   | grafmonument    | Algemene Begraafplaats Sleen, 7841 CD      | Sleen                    | 52° 46' 38" NB, 6° 48' 14" OL | Graf Hilbert Loomulder                  |
|      | Graf van Evert Egge Post                    | militairen in dienst van het Ned. Kon. 1940-1945                         |                      |                   | grafmonument    | algemene begraafplaats, Coevorderstraatweg | Geesbrug                 | 52° 43' 38" NB, 6° 37' 46" OL | Graf van Evert Egge Post                |
|      | Stolpersteine                               | vervolgden Nederland.                                                    | Gunter Demnig        |                   | plaquette       | Zie Stolpersteine in Coevorden             | Coevorden, Dalen, Meppen |                               | Meer afbeeldingen                       |

Aa en Hunze ·
Assen ·
Borger-Odoorn ·
Coevorden ·
De Wolden ·
Emmen ·
Hoogeveen ·
Meppel ·
Midden-Drenthe ·
Noordenveld ·
Tynaarlo ·
Westerveld